# Ikeda (Nagano)
Pour les articles homonymes, voir Ikeda.
Ikeda (池田町, Ikeda-machi) est un bourg du district de Kitaazumi, dans la préfecture de Nagano, au Japon.

## Géographie

### Démographie
Au 1er mai 2015, la population d'Ikeda s'élevait à 10 044 habitants répartis sur une superficie de 40,16 km2.